# Stenobiella arrunja
Stenobiella arrunja är en insektsart som beskrevs av U. Aspöck och H. Aspöck 1984. Stenobiella arrunja ingår i släktet Stenobiella och familjen Berothidae. Inga underarter finns listade i Catalogue of Life.